# Лайніт (Північна Дакота)
Лайніт (англ. Lignite) — місто (англ. city) в США, в окрузі Берк штату Північна Дакота. Населення — 141 особа (2020), чисельність населення становила 204 особи.

## Географія

Положення міста на мапі округу Берк

Місто розташоване за 25 км на захід від столиці округу Берка, міста Бовбеллс. Клімат вологий континентальний, з спекотним літом та холодною зимою.
Лайніт розташований за координатами 48°52′39″ пн. ш. 102°33′51″ зх. д. / 48.87750° пн. ш. 102.56417° зх. д. (48.877463, -102.564303).  За даними Бюро перепису населення США в 2010 році місто мало площу 0,37 км², уся площа — суходіл. В 2017 році площа становила 0,41 км², уся площа — суходіл.

## Демографія
Згідно з переписом 2010 року, у місті мешкало 155 осіб у 76 домогосподарствах у складі 44 родин. Густота населення становила 423 особи/км².  Було 96 помешкань (262/км²).
Расовий склад населення:
| - 96,1 % — білих - 2,6 % — корінних американців - 0,6 % — азіатів |

До двох чи більше рас належало 0,6 %. Частка іспаномовних становила 4,5 % від усіх жителів.
За віковим діапазоном населення розподілялося таким чином: 18,1 % — особи молодші 18 років, 63,8 % — особи у віці 18—64 років, 18,1 % — особи у віці 65 років та старші. Медіана віку мешканця становила 49,4 року. На 100 осіб жіночої статі у місті припадало 109,5 чоловіків;  на 100 жінок у віці від 18 років та старших — 108,2 чоловіків також старших 18 років.
Середній дохід на одне домашнє господарство  становив 89 964 долари США (медіана — 76 250), а середній дохід на одну сім'ю — 127 630 доларів (медіана — 136 250). За межею бідності перебувало 7,7 % осіб, у тому числі 0,0 % дітей у віці до 18 років та 0,0 % осіб у віці 65 років та старших.
Цивільне працевлаштоване населення становило 61 особа. Основні галузі зайнятості: освіта, охорона здоров'я та соціальна допомога — 18,0 %, сільське господарство, лісництво, риболовля — 18,0 %, будівництво — 14,8 %, роздрібна торгівля — 13,1 %.